# Provo (Utah)
Provo es una ciudad del condado de Utah en el estado de Utah en los Estados Unidos. Se encuentra a unos 80 kilómetros al sur de Salt Lake City, y es parte de la conurbación conocida como Wasatch Front. Se encuentra entre las ciudades de Orem al norte y Springville al sur. Es conocida por tener el campus principal de la Universidad Brigham Young (BYU).
Desde su fundación, Provo ha crecido hasta tener una población de 112 488 habitantes según el censo de 2010, representando el 4,07% de la población del estado de Utah. Provo es la tercera localidad más grande del estado en población después de Salt Lake City y West Valley City. Provo pertenece al área metropolitana de Provo-Orem que tiene una población de 526 810 habitantes en el censo de 2010.
Cada mes de julio, Provo es sede del Estadio de Fuego en la BYU. Se realiza en el estadio LaVell Edwards Estadio, casa del equipo de fútbol americano NCAA de la BYU. Las festividades del Día de la Independencia es bastante popular entre los residentes locales y en él han destacados figuras notables como Roberto Hope, David Hasselhoff, Reba McEntire, Mandy Moore, Huey Lewis and the News, Toby Keith y Sean Hannity. El Estadio de Fuego de 2006 hizo ganador del Ídolo Americano a Taylor Hicks.

## Historia
Provo fue llamado en un principio Fort Utah cuando en 1849 se asentaron 33 familias mormonas procedentes de Salt Lake City, pero fue renombrado como Provo en 1850 en memoria de Étienne Provost, un trampero francocanadiense que operó en la región en 1825. Anteriormente, en 1776, el padre Silvestre Vélez de Escalante, un misionero y explorador franciscano español, fue el primer occidental que se sabe visitó la zona, en la expedición de Domínguez y Escalante. Escalante escribió una crónica sobre esta primera exploración europea a lo largo del desierto de la Gran Cuenca.
En 1851  la Legislatura Territorial le otorga el Acta Constitutiva misma que dio límites de la ciudad, los derechos específicos de los funcionarios electos y describe los deberes de los residentes. Formando el consejo municipal que consiste en alcalde, cuatro regidores, y nueve concejales.

## Geografía

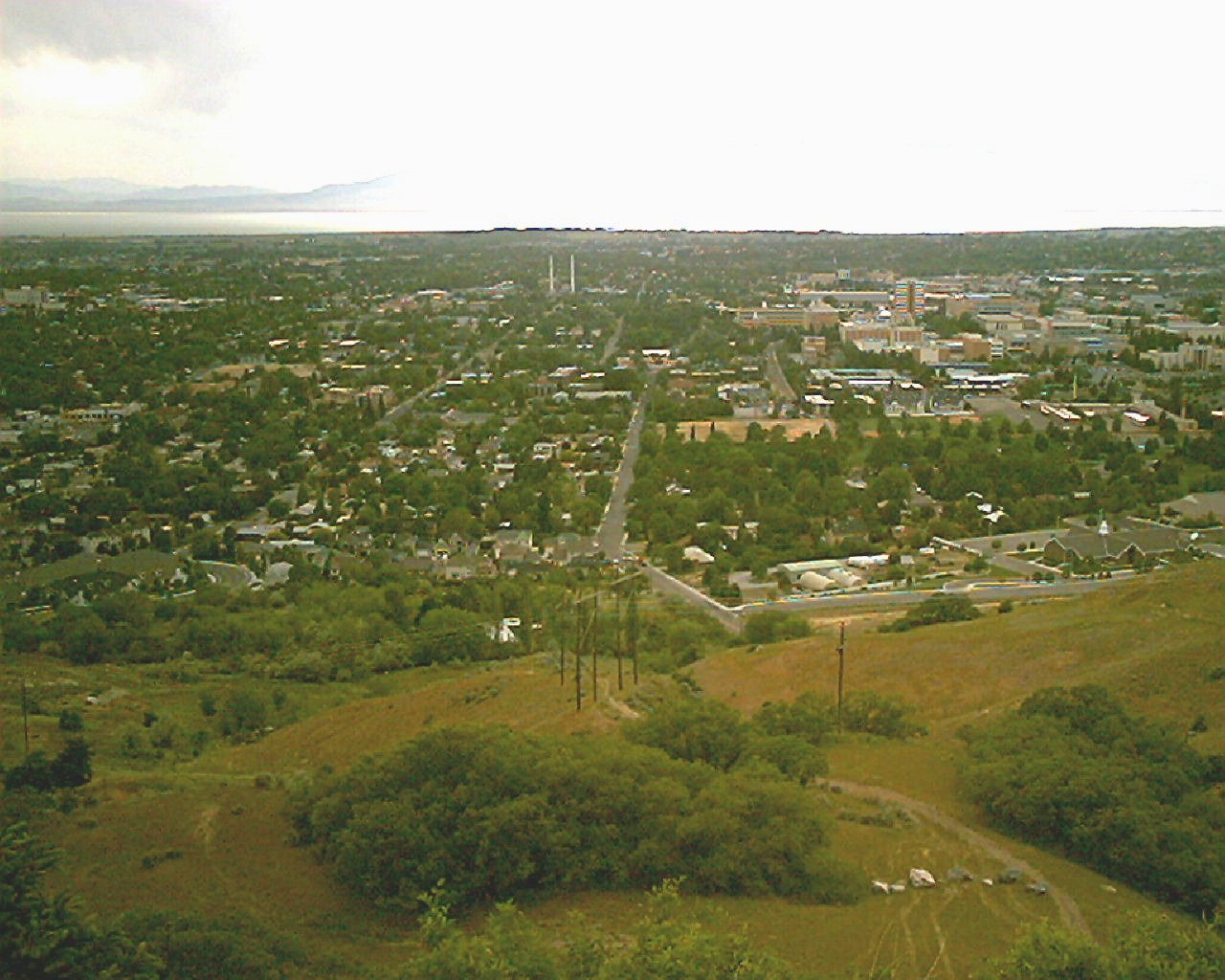
Vista de Provo y el Valle de Utah de los montañas al este.

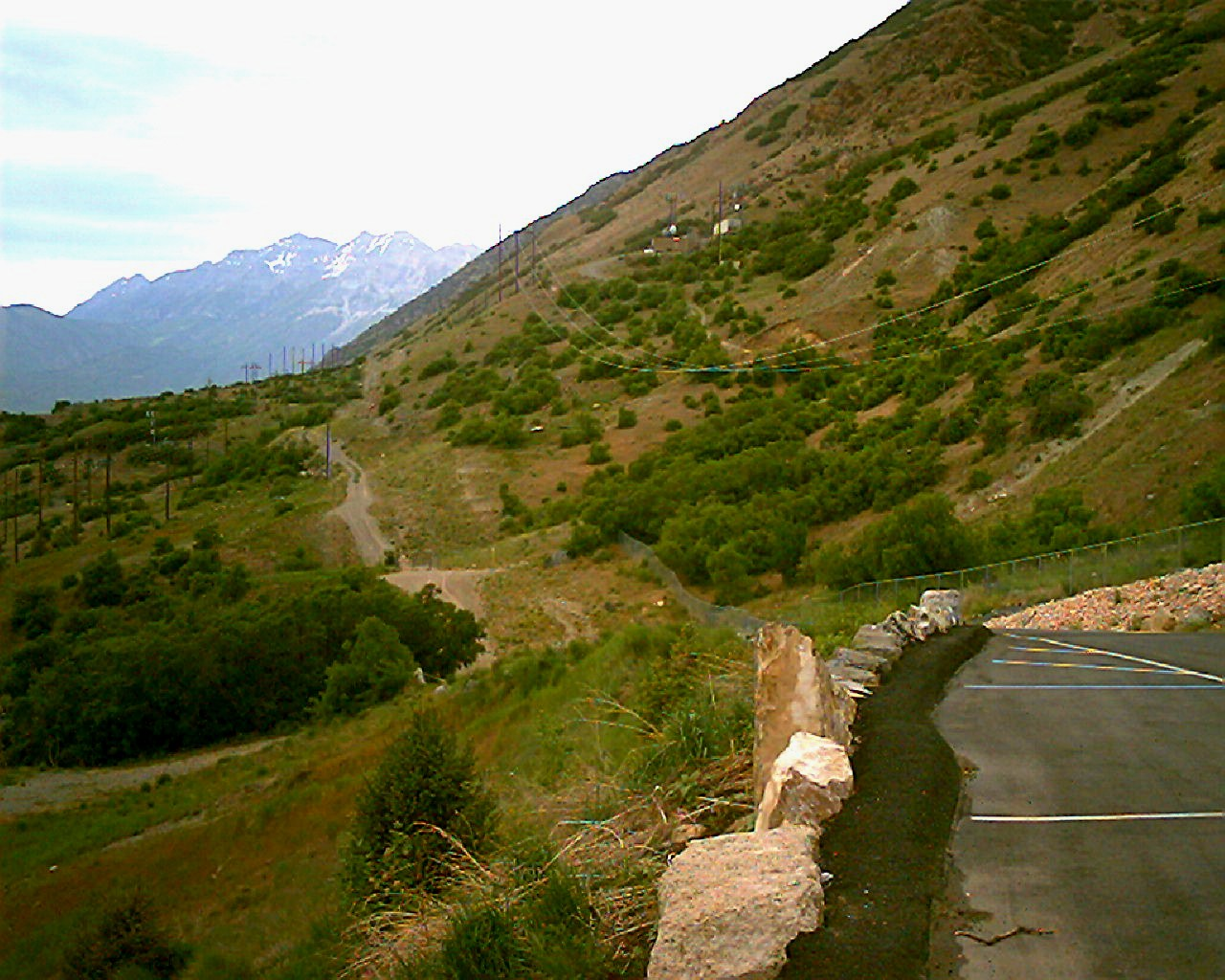
Vista del mirador y bosques donde se pueden visualizar ciervos.

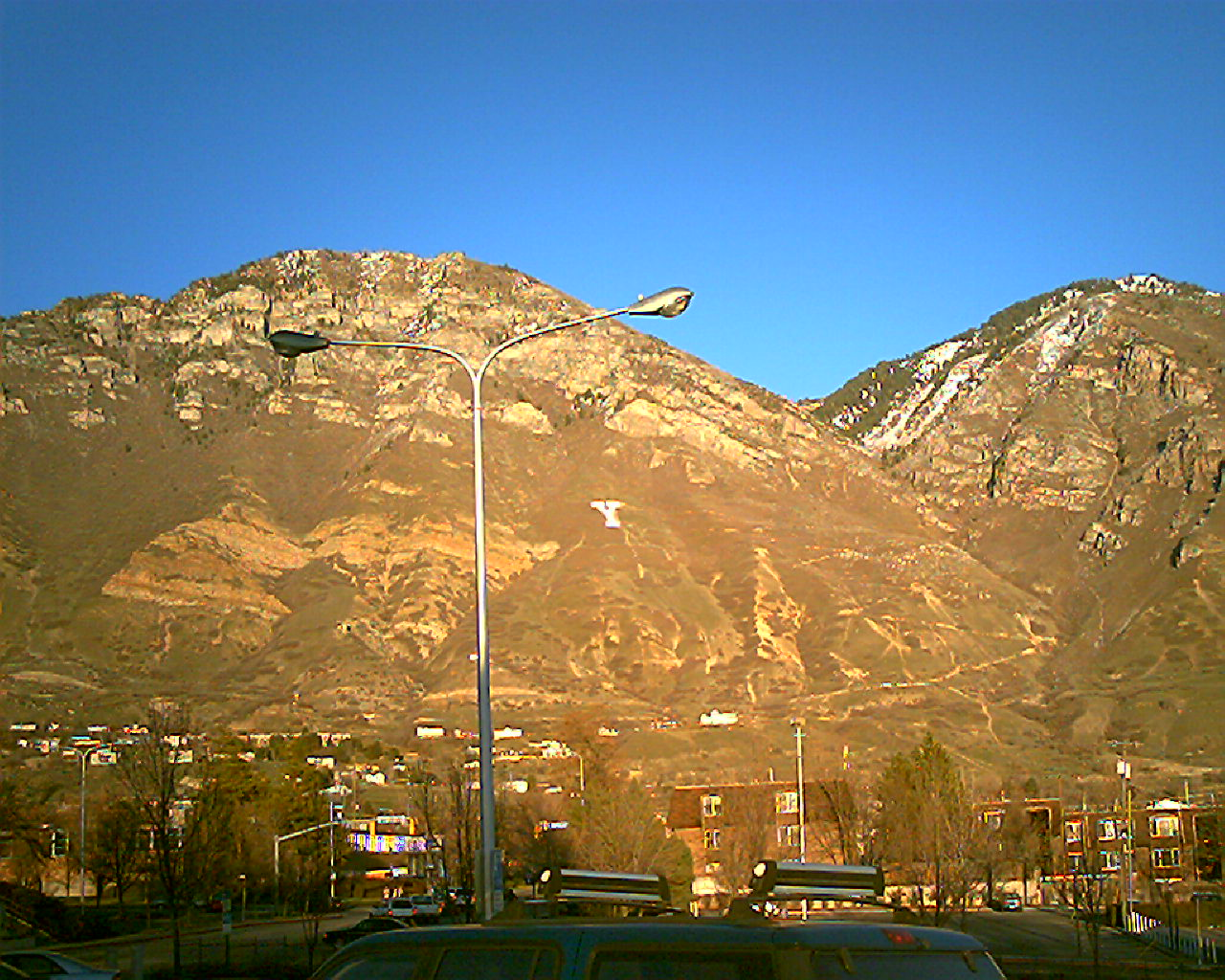
Montañas de Provo. Puede observarse la "Y" gigante en homenaje a Brigham Young. Vista del estacionamiento de BYU

Se encuentra en el valle de Utah, con una elevación de 1397 metros. Según la Oficina del Censo de los Estados Unidos, la ciudad tiene un área total de 108,2 km². De ellos, 102,7 km² son de tierra y 5,6 km² (5,14%) es agua.
Las montañas Range tienen muchos picos dentro del condado de Utah a lo largo de la cara este del Wasatch Front. Uno de estos picos, conocido como la Montaña Y, tiene una enorme “Y” hecha de hormigón blanqueado a mitad de camino en la montaña. Fue construida a principios del siglo XX para conmemorar a la Universidad Brigham Young (el proyecto original incluía la construcción de las tres letras: BYU).
El ciervo salvaje (y con menos frecuencia pumas y el alce americano) todavía vagan por las montañas (y de vez en cuando por las calles de la ciudad). El paisaje es considerado generalmente agradable e invita a excursiones, el esquí, la pesca y otras actividades al aire libre.

## Transporte
La carretera interestatal 15 recorre el oeste de Provo, uniéndolo con el Wasatch Front y la mayor parte de Utah. La U.S. 89 recorre el la ciudad de noroeste al sudeste como la State Street (Calle del Estado), mientras que la U.S. 189 conecta la U.S. 89 con la I-15, BYU y Orem con el norte. Cerca del borde noreste de la ciudad, la U.S. 189 llega al Cañón de Provo, donde conecta con Heber City.
Amtrak, el sistema nacional ferroviario de pasajeros, proporciona diariamente el servicio a Provo, operando el California Zephyr entre Chicago, Illinois y Emeryville, California, a través de la bahía desde San Francisco.
También se puede acceder a Provo por las líneas de autobús Greyhound Lines y el extenso sistema de autobuses y el ferrocarril local de la autoridad de transporte de Utah Autoridad de Tránsito de Utah (Utah Tranist Authority o UTA).
También dispone de un aeropuerto, el aeropuerto municipal de Provo, situado a orillas del Lago Utah. Pese a no disponer de vuelos comerciales dada la cercanía del aeropuerto de Salt Lake City, es el segundo aeropuerto con más movimientos de aeronaves del estado debido a su utilización por escuelas de vuelo y aviación general.

## Demografía
Según el censo de 2000, había 105.166 habitantes, 29.192 casas y 19.938 familias residían en la ciudad. La densidad de población era 1.024,3 habitantes/km². Había 30.374 unidades de alojamiento con una densidad media de 295,8 unidades/km².
La composición racial de la ciudad era 88,52% blanco, 0,46% negro o afroamericano, 0,80% indio americano, 1,83% asiático, 0,84% de las islas del Pacífico, 5,10% de otras razas y 2,44% de dos o más razas. Los hispanos de cualquier raza eran el 10,47% de la población.
Había 29.192 casas, de las cuales el 33,8% tenía niños menores de 18 años, el 57,0% eran matrimonios, el 7,8% tenía un cabeza de familia femenino sin marido, y el 31,7% no son familia. El 11,8% de todas las casas tenían un único residente y el 4,6% tenía solo residentes mayores de 65 años. El tamaño medio de casa era de 3,34 y el tamaño medio de familia era de 3,40.
El 22,3% de los residentes es menor de 18 años, el 40,2% tiene edades entre los 18 y 24 años, el 23,2% entre los 25 y 44, el 8,6% entre los 45 y 64, y el 5,7% tiene 65 años o más. La media de edad es 23 años. Por cada 100 mujeres había 92,6 hombres. Por cada 100 mujeres de 18 años o más, había 89,3 hombres.
El ingreso medio por casa en la ciudad era de 34.313$, y el ingreso medio para una familia era de 36.393$. Los hombres tenían un ingreso medio de 32.010$ contra 20.928$ de las mujeres. Los ingresos per cápita para la ciudad eran de 13.207$. Aproximadamente el 13,5% de las familias y el 26,8% de la población está debajo del nivel de pobreza, incluyendo el 14,4% de menores de 18 años y el 4,3% de mayores de 65.
La población de Provo es mayoritariamente mormona, perteneciente a La Iglesia de Jesucristo de los Santos de los Últimos Días (LDS en sus siglas en inglés). Según los datos de 2000, el 88% de la población total y el 98% de los adheridos a alguna religión en el área Provo-Orem es mormón.

## Edificios característicos

### Templo de Provo, Utah
El Templo de Provo se encuentra en la base del Cañón Rock en Provo. Debido a su proximidad con la Universidad Brigham Young y el Centro de Capacitación Misional (MTC, Missionary Training Center; CCM en español), solo cruzando una calle, este templo se encuentra entre los más ocupados de los templos de la Iglesia de Jesucristo de los Santos de los Últimos Días.

## Cultura y sociedad

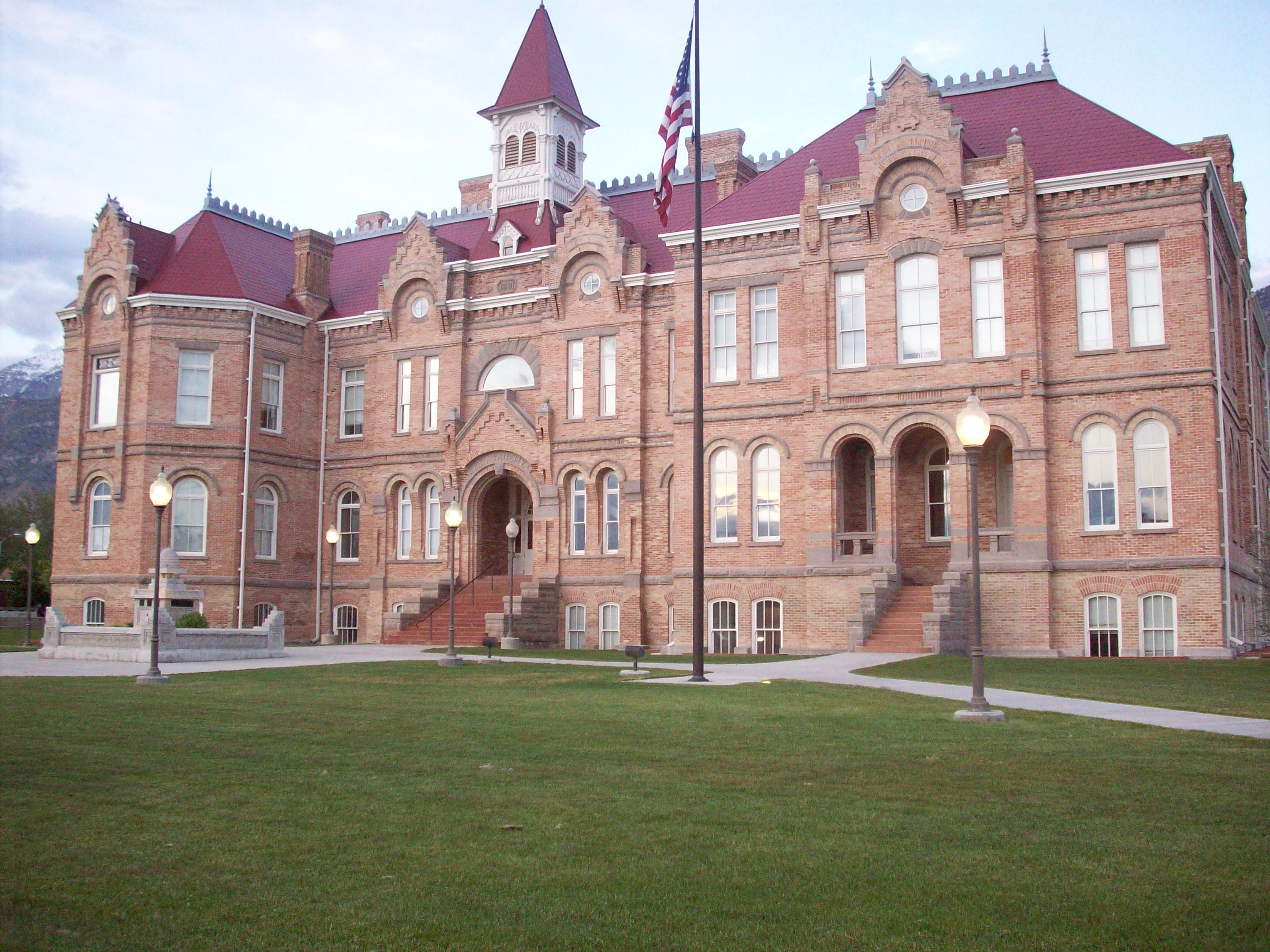
Biblioteca de Provo, en la plaza Academy.

Provo es una ciudad donde se desarrollan múltiples actividades culturales ya sea en sus Museos como ser el Museum of Peoples and Cultures, en la Universidad de Brigham Young o en la Biblioteca (Provo Library). En algunos de estos centros se imparten clases de idiomas, cursos y talleres para niños, jóvenes y adultos.
La Biblioteca de Provo es uno de los lugares con mayor actividad cultural durante el año, además de contar con obras literarias, revistas y manuales que son de préstamo para todo ciudano.

### Universidad Brigham Young

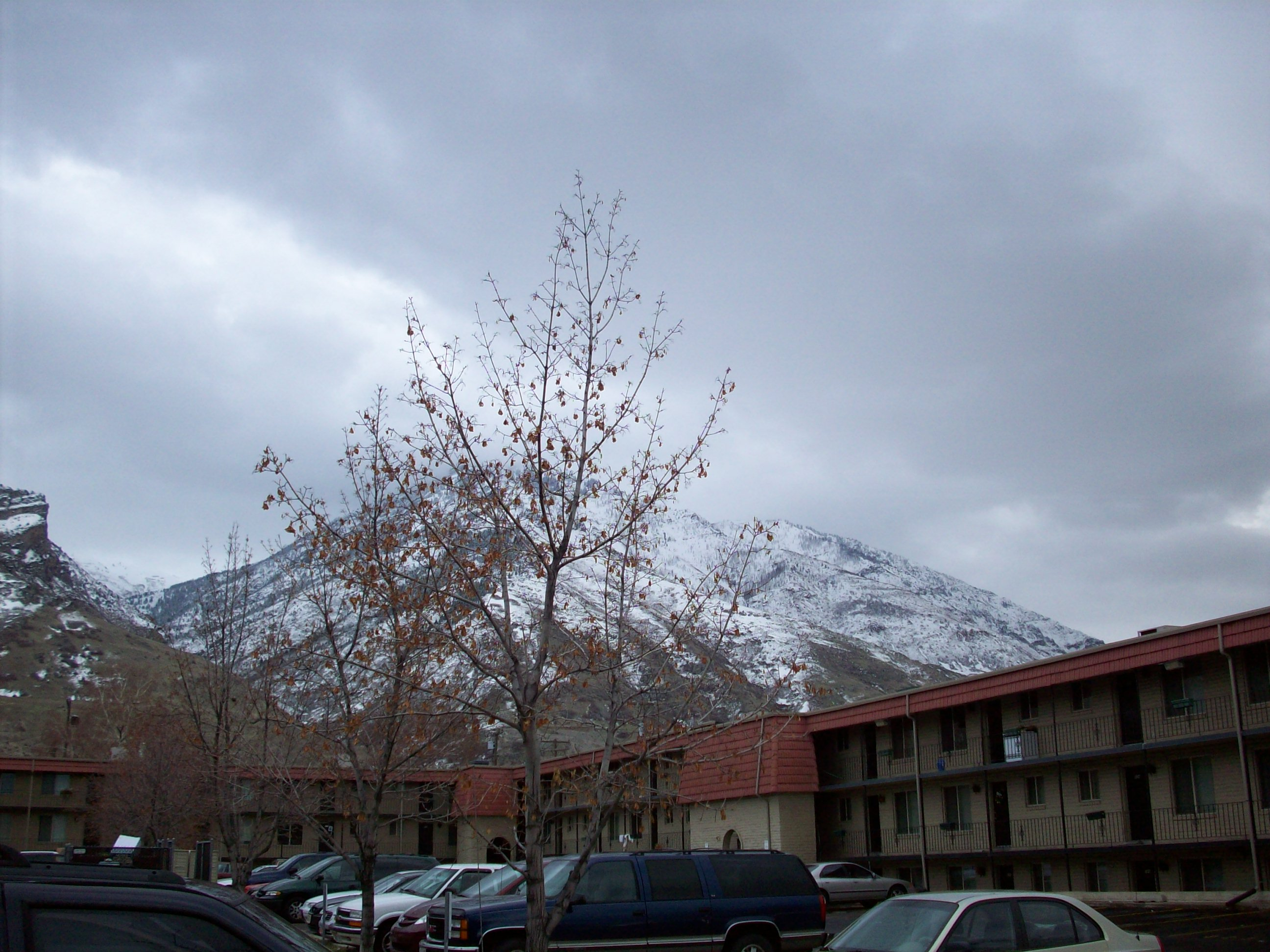
Condominios cercanos al Campus de BYU. Vista del estacionamiento.

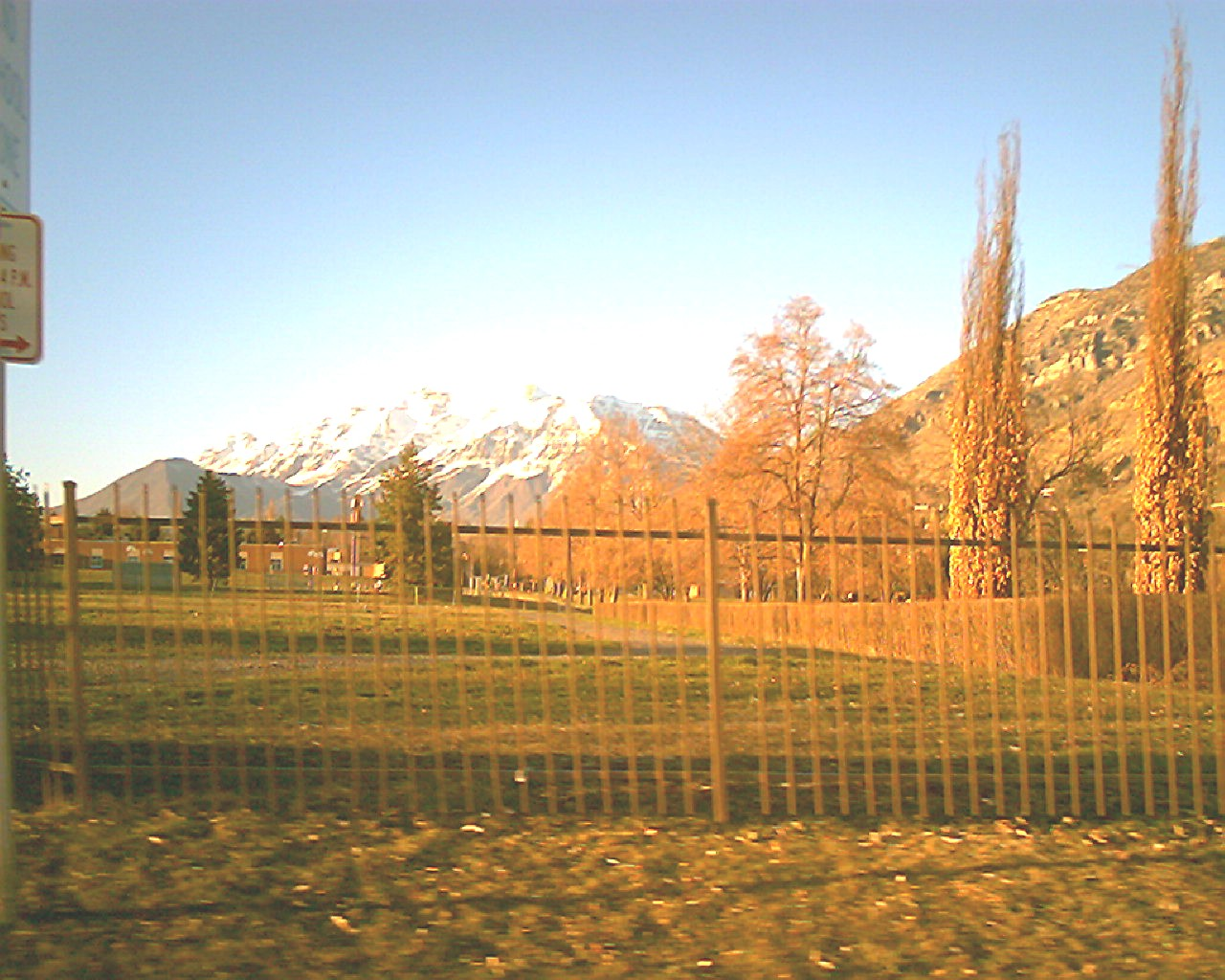
Vista otoñal de uno de los parques que rodean la Universidad.

En Provo se encuentra la Universidad Brigham Young (BYU), una universidad privada dirigida por La Iglesia de Jesucristo de los Santos de los Últimos Días, religión fundada por Joseph Smith, la cual en sus comienzos se llamó Iglesia de Cristo. Es la segunda universidad privada más grande del país, con más de 34.000 estudiantes. La universidad es parte del Sistema Educativo de la Iglesia y sirve como rama de educación superior del sistema. La gran población de estudiantes hace que Provo sea una ciudad universitaria. Sin embargo, el ambiente de Provo difiere de otras universidades, ya que la mayoría de sus alumnos son mormones. Una importante particularidad de esta universidad, es que la Iglesia prohíbe la toma de alcohol en completo. Debido a ello esta universidad es conocida popularmente como la más sobria de Estados Unidos («the most stone-cold sober university») según The Princeton Review. En el campus también se encuentra la torre Spencer W. Kimball, el edificio más alto de Provo.
La mayoría de los estudiantes de la universidad vive cerca del campus. BYU requiere que los estudiantes solteros vivan en alojamientos de un solo sexo, donde cuentan con estándares que incluyen no fumar, no tomar, no tener relaciones prematrimoniales, entre otras reglas.  Muchos estudiantes viven o en alojamientos en el campus o justo al sur del campus, un área dedicada a alojamientos y condominios para los estudiantes. Hay más alojamientos para estudiantes que se están reconstuyendo.

### El Centro de Capacitación Misional (Missionary Training Center- MTC)
En Provo también se encuentra el mayor Centro de Capacitación para Misioneros de La Iglesia de Jesucristo de los Santos de los Últimos Días. Cada semana unos 475 misioneros entran de 3 a 12 semanas para entrenarse antes de partir hacia la misión, siendo parte de los 50.000 que se encuentran en más de 120 países. En la actualidad, unos 1.100 profesores (la mayoría ex-misioneros) enseñan 62 lenguas. El centro en Provo se empezó a construir en julio de 1976. Se extendió en la década de 1990, convirtiéndose en el más grande de los 17 centros de todo el mundo.

## Ciudades hermanas
- Nanning, China
- Chengdu, China
- Meissen, Alemania